# Großsteingrab Bohnert
Das Großsteingrab Bohnert ist eine megalithische Grabanlage der jungsteinzeitlichen Trichterbecherkultur bei Bohnert, einem Ortsteil von Kosel im Kreis Rendsburg-Eckernförde in Schleswig-Holstein. Das Grab trägt die Sprockhoff-Nummer 49. Es wurde 1911 von Friedrich Knorr archäologisch untersucht.

## Lage
Das Grab befindet sich etwa 750 m nordöstlich von Bohnert an der Gemeindegrenze zu Rieseby auf einem Feld. In der näheren Umgebung gibt es mehrere weitere Großsteingräber: 3 km nordöstlich befinden sich die Großsteingräber bei Büstorf. 2 km östlich lag das zerstörte Großsteingrab Norby.

## Beschreibung
Die Anlage besitzt eine tief im Erdreich steckende annähernd nord-südlich orientierte Grabkammer mit einer Länge von 2,1 m und einer Breite von 1 m. Erhalten sind drei Wandsteine an der westlichen und zwei an der östlichen Langseite, ein Abschlussstein an der südlichen Schmalseite und die beiden Decksteine. Der nördliche Deckstein weist an seiner Oberseite ein Schälchen auf. Der nördliche Wandstein der Ostseite und die nördliche Schmalseite fehlen. Der Grabtyp lässt sich nicht sicher bestimmen. Wahrscheinlich handelt es sich um einen Dolmen (je nach Definition ein erweiterter Dolmen oder ein Großdolmen). Ernst Sprockhoff hielt es aber auch für möglich, dass der Zugang zur Kammer zwischen den beiden erhaltenen Wandsteinen der östlichen Langseite liegt, womit die Anlage eigentlich als Ganggrab einzuordnen wäre.